# 1327
1327 (MCCCXXVII) a fost un an obișnuit al calendarului iulian, care a început într-o zi de sâmbătă.

## Evenimente
- 13 ianuarie: Regele Eduard al II-lea al Angliei este depus de către Parlament.
- 20 ianuarie: Eduard al II-lea este întemnițat.
- 6 aprilie: Ducii din Silezia Superioară devin vasali al Boemiei.
- 25 aprilie: Tratat de pace între Pisa și Regatul Aragonului.
- 31 mai: Regele Ludovic al IV-lea de Bavaria se încoronează la Milano ca rege al Lombardiei; în continuare, pornește marșul asupra Romei, în vederea încoronării imperiale.
- 5 iulie: Seniorul Galeazzo I Visconti de Milano este luat prizonier de către Ludovic al IV-lea.
- 15 august: Populația din cnezatul Tver masacrează soldații tătari din oraș.
- 6 septembrie: Ludovic al IV-lea pune stăpânire pe Pisa, cu ajutorul lui Castruccio Castracani.
- 4 noiembrie: Castruccio Castracani primește de la Ludovic al IV-lea titlul de duce de Lucca și de Pistoia.
- 27 decembrie: Provincia Bourbonnais din Franța devine ducat, sub Ludovic de Bourbon.

### Nedatate
- Hanul ciagathaid Tarmachirin invadează provincia Punjab din India, fără succes.
- Orașul München este lovit de un incendiu.
- Sayyid Ahsan Shâh fondează Sultanatul de Madurai, în India.
- Sultanul Muhammad bin-Tughlûq de Delhi își mută reședința la Daulatabad, în Dekkan.
- Tver este distrus de tătari, sprijiniți de moscoviți; cneazul Alexandru de Tver fuge la Pskov, apoi în Lituania.

## Arte, Știință, Literatură și Filosofie
- 3 aprilie: Teologul Marsilio din Padova este excomunicat de către papa Ioan al XXII-lea.
- Este creat colegiul Ave Maria la Paris, de către consilierul regal Jean de Hubant.
- Începe construirea mănăstirii Dečani din Serbia (finalizate la 1335).

## Nașteri
- 2 octombrie: Baldus de Ubaldis, jurist italian (d. 1400)
- 30 octombrie: Andrei, viitor duce de Calabria (d. 1345)
- Frederic al III-lea de Baden (d. 1353)

## Decese
- 29 ianuarie: Adolf, conte de Renania-Palatinat (n. 1300)
- 1 septembrie: Foulques de Vilaret, maestru al Ordinului ospitalierilor (n. ?)
- 16 septembrie: Cecco din Ascoli, poet și medic italian (n. 1269)
- 21 septembrie: Eduard al II-lea, rege al Angliei (n. 1284)
- 2 noiembrie: Iacob al II-lea, rege al Aragonului (n. 1267)
- Bartolomeo din Lucca, istoric italian (n. ?)
- Meister Eckhart, teolog german (n. 1260)
- Vital du Four, teolog francez (n. 1260)

## Înscăunări
- 25 ianuarie: Eduard al III-lea, rege al Angliei (1327-1377)
- 5 noiembrie: Alfons al IV-lea, rege al Aragonului (1327-1336)